# برگ‌برنده‌واران
برگ‌برنده‌واران (نام علمی: Incurvarioidea) نام یک بالاخانواده از زیرراسته ناهم‌رگه‌ها است.